# Mark Jones (calciatore 1961)
Mark Jones (Warley, 22 ottobre 1961) è un ex calciatore inglese, di ruolo difensore.

## Palmarès

### Club

#### Competizioni giovanili
- FA Youth Cup: 1

Aston Villa: 1979-1980

#### Competizioni nazionali
- FA Charity Shield: 1

Aston Villa: 1981

#### Competizioni internazionali
- Coppa dei Campioni: 1

Aston Villa: 1981-1982
- Supercoppa UEFA: 1

Aston Villa: 1982